# Бобр, Камилла Валерьевна
Ками́лла Вале́рьевна Бобр (7 мая 1997, Творичевка) — белорусская гребчиха-каноистка, выступает за сборную Белоруссии с 2013 года. Чемпионка мира и Европы, победительница национальных и молодёжных регат. На соревнованиях представляет Гомельскую область, мастер спорта международного класса.

## Биография
Камилла Бобр родилась 7 мая 1997 года в деревне Творичевка Мозырского района Гомельской области. Активно заниматься греблей начала в возрасте тринадцати лет, проходила подготовку в гомельском училище олимпийского резерва и в мозырской детско-юношеской школе «Жемчужина Полесья», тренировалась у таких специалистов как П. И. Мудрагель и Д. А. Клименко. Состоит в спортивном клубе Федерации профсоюзов Беларуси.
Первого серьёзного успеха добилась в 2013 году, завоевав золотые медали на молодёжном чемпионате Европы в Польше и на молодёжном чемпионате мира в Канаде — в зачёте каноэ-двоек на дистанции 500 метров. Год спустя повторила эти достижения.
На взрослом уровне Бобр впервые заявила о себе в сезоне 2014 года, когда попала в основной состав белорусской национальной сборной и благодаря череде удачных выступлений удостоилась права защищать честь страны на чемпионате мира в Москве. Вместе с напарницей Дариной Костюченко выиграла серебряную награду в гонке каноэ-двоек на дистанции 500 метров, уступив лидерство лишь команде Венгрии.
За выдающиеся спортивные достижения удостоена звания мастера спорта международного класса.